# Jay Heaps
John F. Heaps IV (ur. 2 sierpnia 1976 w Nashua) – były amerykański piłkarz występujący na pozycji obrońcy.

## Kariera klubowa
Heaps karierę rozpoczynał w 1995 roku w zespole Duke Blue Devils z uczelni Duke University. W 1999 roku poprzez MLS College Draft trafił do Miami Fusion z MLS. W tym samym roku został wybrany odkryciem roku MLS. W ciągu 2,5 sezonu dla Miami rozegrał 71 ligowych spotkań i zdobył 8 bramek.
W 2001 roku odszedł do New England Revolution, również z MLS. Pierwszy ligowy mecz zaliczył tam 20 czerwca 2001 roku przeciwko Colorado Rapids (3:3). 22 czerwca 2002 roku w przegranym 2:3 pojedynku z Kansas City Wizards strzelił pierwszego gola w barwach New England Revolution w MLS. W latach 2005–2007 trzykrotnie zajął z zespołem 2. miejsce w MLS Cup. W 2005 roku zajął z nim także 2. miejsce w MLS Supporters' Shield. W 2008 roku wygrał z klubem rozgrywki SuperLigi. W 2009 roku zakończył karierę.

## Kariera reprezentacyjna
W reprezentacji Stanów Zjednoczonych Heaps zadebiutował 12 lipca 2009 roku w zremisowanym 2:2 meczu Złotego Pucharu CONCACAF z Haiti. Na tamtym turnieju wystąpił także w pojedynkach z Panamą (1:1, 2:1 po dogrywce), Hondurasem (2:0) oraz w finale z Meksykiem (0:5). W drużynie narodowej Heaps rozegrał w sumie 4 spotkania, wszystkie podczas tamtego turnieju.